# Svetozar Marković Gimnázium (Szabadka)
A szabadkai Svetozar Marković Gimnáziumnak (szerbül Гимназија "Светозар Марковић" / Gimnazija "Svetozar Marković") kb. 900 tanulója van. Az oktatás három nyelven folyik: szerbül, magyarul és horvátul, két váltásban – délelőtt és délután. A tanárok száma 80. Az iskola névadója Szvetozar Markovics (1846–1875) szerb politikai aktivista, irodalomkritikus és filozófus.